# Smrt gospodina Goluže
Smrt gospodina Goluže (en eslovac Smrť pána Golužu, "la mort del Sr Goluze") és una pel·lícula iugoslava-txecoslovaca filmada el 1982 i dirigida per Živko Nikolić. El guió va ser escrit per Branimir Šćepanović basat en la seva novel·la del mateix nom, i el gènere és una barreja de drama i comèdia negra.

## Sinopsi
L'acció transcorre en un país sense nom del període d'entreguerres, i el protagonista, interpretat per Ljubiša Samardžić, és un turista modest que és robat mentre se'n va de vacances i aconsegueix encallar en una ciutat de província. L'argument mostra com suggereix a la gent del poble que ha vingut allà per cometre suïcidi, després de la qual cosa crida la seva atenció, guanya fama i en gaudeix, sense saber que la gent del poble vol que compleixi la seva intenció.

## Repartiment
| Actor               | Personatge    |
| ------------------- | ------------- |
| Ljubiša Samardžić   | Goluža        |
| Savina Geršak       | Anka          |
| Jirí Prýmek         | Simeon        |
| Boro Begović        | Frizer        |
| Ferdinand Kruta     | Krojač        |
| Vesna Pećanac       | Milena        |
| Zaim Muzaferija     | Fotograf      |
| Milan Drotár        | Pop           |
| Vojislav Mićović    | Kamiondžija   |
| Milutin Butković    | Pop (glas)    |
| Miodrag Radovanović | Simeon (glas) |
| Jelena Tinska       |               |
| Petar Spajić Suljo  |               |
| Branimir Zamolo     |               |

## Recepció
La pel·lícula va rebre males crítiques, però l'actriu eslovena Savina Geršak es va convertir en un sex symbol de la cinematografia iugoslava i va cridar molt més l'atenció del públic.